# Cantó d'Albestroff
El cantó d'Albestroff és un cantó francès del departament del Mosel·la, situat al districte de Château-Salins. Té 26 municipis i el cap és Albestroff.

## Municipis
- Albestroff (Alstroff )
- Bénestroff
- Bermering
- Francaltroff
- Givrycourt
- Guinzeling
- Honskirch
- Insming
- Insviller
- Léning (Läning)
- Lhor
- Lostroff
- Loudrefing (Luterfing)
- Marimont-lès-Bénestroff
- Molring
- Montdidier
- Munster (Minschder)
- Nébing
- Neufvillage
- Réning
- Rodalbe
- Torcheville
- Vahl-lès-Bénestroff
- Vibersviller (Wiberschwiller)
- Virming (Wirminge)
- Vittersbourg

## Història
| Data d'elecció                           | Identitat          | Partit           | Qualitat |
| ---------------------------------------- | ------------------ | ---------------- | -------- |
| 1951-1958                                | M. Bolzinger       | Divers droite    |          |
| 1958-1970                                | Nicolas Hourt      | MRP              |          |
| 1970-1982                                | Charles Boyon      | UDR, després RPR |          |
| 1982-198.                                | M. Muller          | UDF              |          |
| 198.-1994                                | Jean-Michel Peltre | RPR              |          |
| 1994-2008                                | Eugène Thomas      | Divers droite    |          |
| 2008-                                    | Alain Pattar       | Sense etiqueta   |          |
| les dades anteriors no són pas conegudes |                    |                  |          |
|                                          |                    |                  |          |

## Demografia
| A partir de 1990 : Població sense dobles comptes |